# Llacuna del riu Guayaquil
Llacuna del riu Guayaquil o Matí als Andes, en els seus títols originals en anglès Lagoon of the Guayaquil River, Ecuador, or Morning in the Andes, és un llenç de Louis Rémy Mignot, un pintor estatunidenc d'ascendència francesa, associat amb l'Escola del Riu Hudson.

## Introducció
L'unic viatge a la zona tropical de Mignot fou l'any 1857, quan va viatjar a l'Equador en companyia de Frederic Edwin Church. Van salpar de Nova York fins a Aspinwall (actual Colón). Van creuar l'istme de Panamà probablement pel nou Ferrocarril de Panamà, i van agafar un vapor a la Ciutat de Panamà, que els va desembarcar a Guayaquil el 23 de maig. Pel que sembla, van passar uns dies allí, fent esbossos tant de les columnates de la ciutat com de les terres baixes circumdants, abans de començar el seu viatge aigües amunt del riu Guayas (en aquest llenç, erròniament anomenat "riu Guayaquil"). A finals de maig eren a Quito, però la seva destinació era la serralada andina de l'interior.
Durant el trajecte, Mignot va fer esbossos de les llacunes i zones d'aiguamoll, que al seu estudi de Nova York va donar lloc a diverses obres, representant unes extensions obertes, plenes de la malenconia de l'alba o del capvespre. El llenç actual, tot i que és actualment conegut com a "Llacuna del riu Guayaquil", no sembla que representi les terres baixes costaneres o de l'interior, sinó més aviat un paratge adjacent a les serralades, similar al que va inspirar El Cor dels Andes de Church. De fet, sembla més avinent per a aquesta obra de Mignot el seu altre títol, "Matí als Andes" (Morning in the Andes) perquè el paisatge s'associa més fàcilment amb la regió central andina de Riobamba.

## Anàlisi
- Pintura a l'oli sobre llenç; any 1863; 61,6 x 96,5 cm.; Detroit Institute of Arts, Detroit.
- Signat i datat, a la part inferior esquerra: "I.M (monograma)1863"

Tot i que el tema és mol similar al de l'esmentada obra de F.E.Church, la pintura de Mignot revela un caràcter i un estil molt diferents. Per una part, Church va pintar el panorama andí sota una llum clara de migdia, mentre que Mignot va representar-lo a l'alba, amb els contorns lleugerament esvaïts per la boira matinal. Per altra part, Church va representar cada roca i cada planta amb una claredat gairebé científica, mentre que Mignot -a través del poder emotiu del color- dona una imatge de la varietat i fecunditat de la Natura tropical, sense haver de precisar cada espècie de la flora i de la fauna.
Amb els seus contorns suaument borrosos i la pinzellada ampla, la imatge de Mignot sembla revelar l'essència de l'indret, alhora que té un aire de misteri tropical. Mignot mostra una audàcia cromàtica inigualada en la pintura de paisatge estatunidenca d'aquell període. Aquesta sensibilitat pel color és evident en l'aplicació segura però subtil d'un ampli espectre de tonal. En el primer pla, la vegetació és representada en verds clars, mentre que les muntanyes del fons estan banyades en una boira porpra-rosada.